# Apocyclops dengizicus
Apocyclops dengizicus – gatunek widłonoga z rodziny Cyclopidae. Nazwa naukowa gatunku została po raz pierwszy opublikowana w 1900 roku przez rosyjskiego botanika Władymira Wasiljewicza Lepieszkina (1876–1956).